# Insomniatic
Insomniatic est le troisième  album enregistré en studio du duo de chanteuses américaines pour adolescents Aly & AJ. Cet album est sorti le 10 juillet 2007 aux États-Unis, et le 22 octobre 2007 au Royaume-Uni avec une nouvelle jaquette.
La chanson Like Whoa est utilisé dans le film Super Sweet 16: The Movie et High School Musical 3 : Nos années lycée
L’album complet était disponible sur Internet en version pirate quelques jours avant son lancement officiel.
La version instrumentale des 12 chansons est disponible sur iTunes en plus des versions habituelles avec les paroles.

## Liste des titres

### Édition américaine
1. "Potential Breakup Song" - 3:39 (Aly Michalka, AJ Michalka, Antonina Armato, Tim James)
2. "Bullseye" - 3:02 (Aly Michalka, AJ Michalka, A. Armato, T. James)
3. "Closure" - 2:50 (Aly Michalka, AJ Michalka, A. Armato, T. James)
4. "Division" - 3:44 (Aly Michalka, AJ Michalka, A. Armato, T. James)
5. "Like It Or Leave It" - 3:17 (Aly Michalka, AJ Michalka, A. Armato, T. James)
6. "Like Whoa" - 2:31 (Aly Michalka, AJ Michalka, A. Armato, T. James)
7. "Insomniatic" - 2:47 (Aly Michalka, AJ Michalka)
8. "Silence" - 3:33 (Aly Michalka, AJ Michalka, Carrie Michalka)
9. "If I Could Have You Back" - 2:53 (Aly Michalka, AJ Michalka, Dan Wilson)
10. "Blush" - 3:34 (Aly Michalka, AJ Michalka)(Not available online)
11. "Flattery" - 4:08 (Aly Michalka, AJ Michalka, A. Armato, T. James)
12. "I'm Here" - 4:06 (Aly Michalka, AJ Michalka)
13. "Chemicals React" (Remix) - 2:56 (Aly Michalka, AJ Michalka, A. Armato, T. James)
14. "Careful With Words" - 2:20 - Walmart-only bonus track
15. "Tears" - 2:05  - Target-only bonus track, alongside two ringtones

### Édition britannique et numérique américaine
1. "Potential Breakup Song" - 3:39 (Aly Michalka, AJ Michalka, Antonina Armato, Tim James)
2. "Bullseye" - 3:02 (Aly Michalka, AJ Michalka, A. Armato, T. James)
3. "Closure" - 2:50 (Aly Michalka, AJ Michalka, A. Armato, T. James)
4. "Division" - 3:44 (Aly Michalka, AJ Michalka, A. Armato, T. James)
5. "Like It Or Leave It" - 3:17 (Aly Michalka, AJ Michalka, A. Armato, T. James)
6. "Like Whoa" - 2:31 (Aly Michalka, AJ Michalka, A. Armato, T. James)
7. "Insomniatic" - 2:47 (Aly Michalka, AJ Michalka)
8. "Silence" - 3:33 (Aly Michalka, AJ Michalka, Carrie Michalka)
9. "If I Could Have You Back" - 2:53 (Aly Michalka, AJ Michalka, Dan Wilson)
10. "Flattery" - 4:08 (Aly Michalka, AJ Michalka, A. Armato, T. James)
11. "I'm Here" - 4:06 (Aly Michalka, AJ Michalka)
12. "Chemicals React" (Remix) - 2:56 (Aly Michalka, AJ Michalka, A. Armato, T. James)

## Singles
"Potential Breakup Song"
- Sortie : 24 mai 2007 ( Canada)
26 juin 2007 ( États-Unis)
8 octobre 2007 ( Royaume-Uni)
- Classement: #17 ( États-Unis), #72 ( Canada)

## Classements
| Classement  | Meilleure position | Ventes     | Certification |
| ----------- | ------------------ | ---------- | ------------- |
| Royaume-Uni | 72                 | 100 000+   | —             |
| États-Unis  | 15                 | 850.000+   | Or            |
| Monde       | 39                 | 2 000 000+ | —             |